# Правда
Вижте пояснителната страница за други значения на Правда.
„Пра̀вда“ (на руски: Правда, в превод – „истина“) е вестник, издаван от Комунистическата партия на Руската федерация (КПРФ), а в миналото от Комунистическата партия на Съветския съюз.
Основан е през 1912 година като орган на болшевишката партия, по-късно Комунистическа партия на Съветския съюз (КПСС). След установяването на тоталитарния комунистически режим се превръща в главния политически всекидневник в Съветския съюз с тираж, достигащ 11 милиона. След закриването на КПСС през 1991 година вестникът е продаден на гръцка компания, а през 1996 година е придобит от КПРФ. По същото време част от редакционния екип създава онлайн изданието pravda.ru и след съдебни спорове и двете страни получават правото да използват името „Правда“.